# وینسنت ویوت
وینسنت ویوت (انگلیسی: Vincent Viot؛ زادهٔ ۱۷ مهٔ ۱۹۹۴) بازیکن فوتبال است.
از باشگاه‌هایی که در آن بازی کرده‌است می‌توان به باشگاه فوتبال لو مان اشاره کرد.